# Mastigoteuthis agassizii
Mastigoteuthis agassizii är en bläckfiskart som beskrevs av Addison Emery Verrill 1881. Mastigoteuthis agassizii ingår i släktet Mastigoteuthis och familjen Mastigoteuthidae. Inga underarter finns listade i Catalogue of Life.

## Bildgalleri

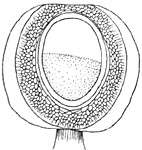
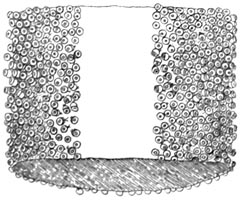
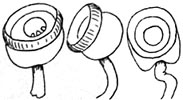
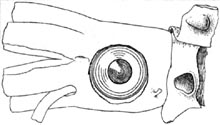